# Эйдемане, Хелена Осиповна
Хелена Осиповна Эйдемане (латыш. Helēna Eidemane; 24 ноября 1906 года, Рига, Лифляндская губерния — 29 мая 1978 года, Рига, Латвийская ССР) — заместитель директора средней школы № 4 имени 30-летия ВЛКСМ, Рига, Латвийская ССР. Герой Социалистического Труда (1968).

## Биография
Родилась в 1906 году в Риге в рабочей семье. В 1929 году окончила Рижский учительский институт. Преподавала в различных рижских школах. С 1930 года — учитель начальных классов в школе № 17 в Риге. С сентября 1954 года — учитель латышского языка в школе № 4, с октября 1955 года — заместитель директора в этой же школе. В 1955 году окончила заочное отделение Латвийского государственного педагогического института.
Указом Президиума Верховного Совета СССР от 1 июля 1968 года удостоена звания Героя Социалистического Труда «за большие заслуги в деле обучения и коммунистического воспитания учащихся» с вручением ордена Ленина и золотой медали Серп и Молот.
В последующие годы: руководитель методического районного объединения учителей латышского языка и литературы, общественный инспектор районного отдела образования.
После выхода на пенсию проживала в Риге. Скончалась в мае 1978 года.
Награды и звания
- Герой Социалистического Труда
- Орден Ленина
- Орден «Знак Почёта» (29.04.1959)
- Медаль «За трудовое отличие» (20.07.1950)
- Заслуженный учитель Латвийской ССР (1967)
- Отличник народного просвещения.